# Бирос, Кеннет
Ке́ннет Би́рос (24 июня 1958 — 8 декабря 2009) — американский убийца, который был приговорён к смертной казни и казнён за убийство при отягчающих обстоятельствах, попытку изнасилования, разбой. Бирос был первым осуждённым, который был казнен путём введения смертельной инъекции в США с использованием только одного препарата.

## Биография
Бирос признался в убийстве 22-летней Тами Энгстром в феврале 1991 года в припадке гнева. После убийства Бирос разрезал тело на куски. Бирос был признан виновным в убийстве при отягчающих обстоятельствах, попытке изнасилования и разбое, за что и был приговорен к смертной казни. Он был приговорен к смерти путём введения смертельной инъекции. Это была бы первая казнь утверждённая администрацией губернатора Теда Стрикленда. Губернатор Стрикленд отклонил прошение о помиловании Бироса. Бирос был казнен смертельной инъекцией 8 декабря 2009 года в 11:00 утра в Огайо. Его исполнение было первоначально запланировано на 10:00 утра, но позже было отложено до 11:00. Он был объявлен мертвым в 11:47. Мать, сестра и брат Тами Энгстром присутствовали во время исполнения приговора. После его исполнения, они зааплодировали. Случай Бироса был бы абсолютно незамеченным, если бы не способ казни. Обычно для осужденных на казнь смертельной инъекцией используется жидкость состоящая из трёх препаратов. В данном случае был использован лишь один препарат, что по мнению разработчиков менее болезненно для казнённого. Однако это вызвало и протесты в обществе, которые назвали казнь опытом над людьми.
Кеннет Бирос стал 51-м человеком, казнённым в США в 2010 году, и 1187-м казнённым после повторного введения в США смертной казни в 1976 году.